# 主訴
主訴（chief complaint，簡稱CC），是病史詢問的第二個步驟，是病患或家屬有關症狀、問題、疾病、診斷、或医生建議回診等，就診原因的簡單描述。患者對醫生、護理師或是其他醫療保健專業人員提出的初步資訊有助於鑑別診斷的建議。
有些情形下，病患提出主訴的性質會決定此醫療是否在醫療保險的範圍內。
一般會建議醫學院學生用開放式的問題來得到患者的主訴資訊。
有關主訴的分析可以用首字母縮略詞SOCRATES或是OPQRST的方式進行評估。

## 盛行率
主訴資訊的搜集可以用在公共卫生議題的處理上。有些主訴在特定環境及特定人群中特別常見。疲勞是病患去就診的十大原因之一。在緊急醫療的情形（例如急诊室），胸痛是最常見的主訴原因之一。腹痛也是急诊室常見的主訴原因之一。若是已住進療養中心，去急诊室就診的病患，常見的主訴有呼吸系統症狀、精神狀態改變、腸胃道症狀以及跌倒。

## 外部連結
- MedEd at Loyola ipm/comphx1/sld003.htm